# 拉達戰鬥
拉達戰鬥（Battle of Radda）是一場持續進行中的軍事衝突，起因為一對芬蘭籍夫婦和一名奧地利籍的學生在首都薩那被綁架後落入基地組織手中，經過談判依舊破裂，葉門政府選擇採取武力行動，攻擊疑似人質受困地點的貝達省艾馬拿撒（al-Manasseh）地區。

## 戰鬥
1月28日，一名自殺炸彈客駕駛一臺滿載炸藥的車輛進入位在艾馬拿撒附近的拉達（Radda）一個軍事檢查哨並引爆，造成十一名葉門士兵死亡，至少十七人受傷。該檢查哨在幾天前才剛設置，報告顯示爆炸是由單人所引爆。同日，於拉達外圍發生戰鬥，三名葉門軍被武裝份子襲擊身亡。
3月29日，政府軍與基地組織阿拉伯半島分支（AQAP）於拉達的一個主要入口設置的檢查哨，發生衝突，至少兩名武裝份子及一名葉門士兵陣亡。
4月27日，拉達的戰鬥再度開啟，造成五名葉門軍和兩名武裝份子身亡。根據葉門官方表示，基地組織攻擊一個軍事檢查哨。葉門內政部於星期五指出，打算將在拉達安裝相關安全設施，以防基地組織任何可能的襲擊。隨後，戰鬥再次爆發，報導表示於槍戰中有兩位武裝份子喪生。